# 罗家角遗址
30°37′55″N 120°27′52″E / 30.63194°N 120.46444°E
罗家角遗址位于中国浙江省桐乡市石门镇颜井桥村罗家角，2001年被列为第五批全国重点文物保护单位。
罗家角遗址东起小庄桥，西至陈家村，北临古运河，南抵罗家角，总面积12万余平方米。该遗址于1956被发现，1979年11月至1980年1月进行了局部发掘，表土层约2米，文化层厚2～3米，四层文化层均属马家浜文化。共出土石、陶、骨、木器794件。第四文化层出土的炭化芦苇经碳十四测定，最早年代距今约7040±150年，属马家浜文化早期，被称为马家浜文化罗家角类型。
- 陶腰沿釜，罗家角遗址出土